# Attila Ambrus
Attila Ambrus (Leliceni, Romania, 6 d'octubre del 1967), àlies Whiskey Robber (literalment «lladre del whisky»), és un lladre de bancs hongarès i jugador d'hoquei sobre gel professional. Va aconseguir notorietat durant els anys noranta en cometre tot un seguit de robatoris al voltant de Budapest (Hongria), mentre de dia feia de porter d'hoquei. Esdevingué un personatge famós dins d'Hongria com un heroi simbòlic conta l'entrada del capitalisme i la sortida de l'anterior estat Comunista. Ambrus va ser finalment arrestat i empresonat durant aproximadament dotze anys, va ser alliberat l'any 2012. La seva història ha esdevingut un llibre, Ballad del Whiskey Robber (2004) de l'escriptor Julian Rubinstein, i una pel·lícula The Whiskey Bandit l'any 2017, dirigida per Nimród Antal. Hi ha hagut produccions en teatre hongarès i alemany.

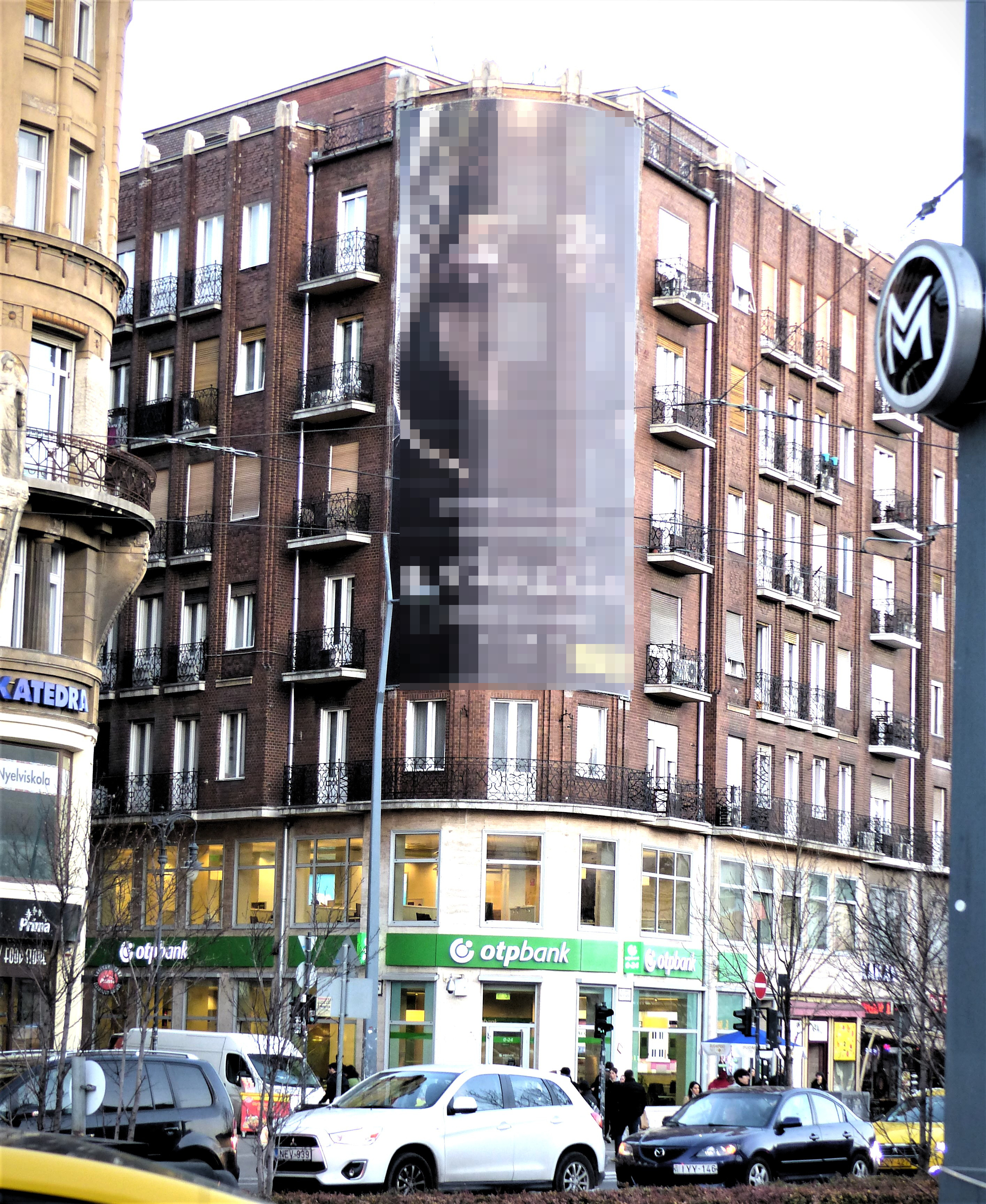
Un Viszkis - promoció en Budapest cèntrica

Ambrus va néixer en una família Sículs d'Hongria, a Fitod, un poble petit a l'orient de Transsilvània (Romania).
Va tenir problemes amb la llei des de molt jove per cometre petits robatoris. El 1988, Ambrus va travessar il·legalment les fronteres de Romania per sota d'un tren de càrrega i va sol·licitar l'asil polític i la ciutadania dins Hongria, finalment la va obtenir el 1994.
Va fer una gran varietat de feines estranyes, incloent-hi la de porter d'hoquei i contrabandista de pells. Per culpa de la seva inestabilitat laboral, Ambrus, finalment va cometre el seu primer robatori en una oficina de correus el 1993. Després d'aquest èxit, va fer un seguit de 27 robatoris entre bancs, oficines de correus, i agències de viatge, que finalment van acabar amb el seu arrest el 1999.
Va esdevenir conegut com al «lladre del Whisky», perquè sovint feia olor del whisky que solia prendre en algun pub proper previ al robatori. Ambrus mai va fer mal a ningú en cap dels seus robatoris, i era famós per les seves disfresses extravagants, per presentar-se a les caixeres amb flors prèviament robades, i per enviar ampolles de vi a la policia.
Ambrus va fugir de la presó el 10 de juliol de 1999 utilitzant una corda feta de fulls triturats, cables elèctrics, i cordons de sabata. Mai ningú no havia fugit d'aquella presó. Va eludir la policia durant tres mesos mentre vivia en un apartament cèntric de Budapest, i va ser detingut un altre cop després d'un altre robatori quan la policia el va localitzar el seu amagatall, ja que accidentalment, Ambrus havia deixat una evidència a l'escena del delicte. Ambrus va ser sentenciat a disset anys en una presó de màxima seguretat, va ser alliberat per bon comportament el 31 de gener del 2012.
El seu còmplice, Károly Antal (també un romanès d'ètnia hongaresa), va ser agafat a la frontera entre Romania i Hongria el 2004 i va ser sentenciat a dos anys i mig de presó. Quan Ambrus va ser alliberat de la presó el 2012, es va dedicar a la producció de ceràmica al seu país natiu, Romania.